# Televisão Independente
Televisão Independente (korteweg TVI) is een commerciële televisiezender uit Portugal, opgericht in 1993. Het is momenteel de vierde zender op de kabel en onafgebroken de meest bekeken zender van het land sinds 2005. De zender is daarmee in directe concurrentie met staatsomroepszender RTP1 en SIC, een andere commerciële zender. TVI is onderdeel van het mediaconglomeraat Media Capital, dat op zijn beurt in handen is van het Spaanse Grupo PRISA.
In de programmering van de zender is er veel ruimte voor telenovelas en reality televisie, vaak van eigen makelij of in samenwerking met productiehuis Plural Entertainment, dat ook onderdeel is van Media Capital.